# Кіган Доллі
Кіган Доллі (англ. Keagan Dolly, нар. 22 січня 1993, Йоганнесбург) — південноафриканський футболіст, півзахисник клубу «ТС Гелаксі» та збірної Південно-Африканської Республіки.
Виступав за клуби «Аякс» (Кейптаун) та «Мамелоді Сандаунз», а також олімпійську збірну ПАР.

## Клубна кар'єра
У дорослому футболі дебютував 2012 року виступами за команду клубу «Аякс» (Кейптаун), в якій провів три сезони, взявши участь у 55 матчах чемпіонату. 
Своєю грою за цю команду привернув увагу представників тренерського штабу клубу «Мамелоді Сандаунз», до складу якого приєднався 2015 року. Відіграв за команду з передмістя Преторії наступні два сезони своєї ігрової кар'єри.
До складу клубу «Монпельє» приєднався 2017 року. Станом на 1 червня 2021 відіграв за команду з Монпельє 56 матчів в національному чемпіонаті.
У липні 2021 року перейшов до клубу «Кайзер Чифс».
З 2024 року захищає кольори команди «ТС Гелаксі».

## Виступи за збірні
2013 року дебютував в офіційних матчах у складі національної збірної ПАР. Провів у формі головної команди країни 23 матчі, забивши 3 голи.
Протягом 2015–2016 років залучався до складу молодіжної збірної ПАР. На молодіжному рівні зіграв у 6 офіційних матчах.
2016 року захищав кольори олімпійської збірної ПАР. У складі цієї команди провів 3 матчі. У складі збірної — учасник футбольного турніру на Олімпійських іграх 2016 року у Ріо-де-Жанейро.
| Дата       | Місто         | Господарі           | Результат | Гості               | Турнір                                  | Голи | Примітки |
| ---------- | ------------- | ------------------- | --------- | ------------------- | --------------------------------------- | ---- | -------- |
| 5-9-2014   | Омдурман      | Судан               | 0 – 3     | ПАР                 | Відбір до Кубка африканських націй 2015 | -    | 46'      |
| 4-6-2016   | Бакау         | Гамбія              | 0 – 4     | ПАР                 | Відбір до Кубка африканських націй 2017 | 2    |          |
| 6-9-2016   | Совето        | ПАР                 | 1 – 0     | Єгипет              | товариський матч                        | -    | 66'      |
| 8-10-2016  | Уагадугу      | Буркіна-Фасо        | 1 – 1     | ПАР                 | Відбір до ЧС 2018                       | -    | 66'      |
| 12-11-2016 | Полокване     | ПАР                 | 2 – 1     | Сенегал             | Відбір до ЧС 2018                       | -    | 72'      |
| 15-11-2016 | Мапуту        | Мозамбік            | 1 – 1     | ПАР                 | товариський матч                        | -    | 46'      |
| 25-3-2017  | Дурбан        | ПАР                 | 3 – 1     | Гвінея-Бісау        | товариський матч                        | -    | 80'      |
| 28-3-2017  | Іст-Лондон    | ПАР                 | 0 – 0     | Ангола              | товариський матч                        | -    | 46'      |
| 10-6-2017  | Уйо           | Нігерія             | 0 – 2     | ПАР                 | Відбір до Кубка африканських націй 2019 | -    | 85'      |
| 1-9-2017   | Прая          | Кабо-Верде          | 2 – 1     | ПАР                 | Відбір до ЧС 2018                       | -    | 90+1'    |
| 5-9-2017   | Дурбан        | ПАР                 | 1 – 2     | Кабо-Верде          | Відбір до ЧС 2018                       | -    |          |
| 14-11-2017 | Дакар         | Сенегал             | 2 – 1     | ПАР                 | Відбір до ЧС 2018                       | -    |          |
| 24-3-2018  | Ндола         | Замбія              | 0 – 2     | ПАР                 | товариський матч                        | -    |          |
| 8-9-2018   | Дурбан        | ПАР                 | 0 – 0     | Лівія               | Відбір до Кубка африканських націй 2019 | -    |          |
| 13-10-2019 | Порт-Елізабет | ПАР                 | 2 – 1     | Малі                | товариський матч                        | -    | 40'      |
| 8-10-2020  | Пхокенг       | ПАР                 | 1 – 1     | Намібія             | товариський матч                        | -    |          |
| 11-10-2020 | Пхокенг       | ПАР                 | 1 – 2     | Замбія              | товариський матч                        | 1    | 9'       |
| 13-11-2020 | Йоганнесбург  | ПАР                 | 2 – 0     | Сан-Томе і Принсіпі | Відбір до Кубка африканських націй 2021 | -    | 90+5'    |
| 16-11-2020 | Порт-Елізабет | Сан-Томе і Принсіпі | 2 – 4     | ПАР                 | Відбір до Кубка африканських націй 2021 | -    | 71'      |
| 11-11-2021 | Йоганнесбург  | ПАР                 | 1 – 0     | Зімбабве            | Відбір до ЧС 2022                       | -    | 90+2'    |
| 14-11-2021 | Кейп-Кост     | Гана                | 1 – 0     | ПАР                 | Відбір до ЧС 2022                       | -    | 70'      |
| 25-3-2022  | Кортрейк      | ПАР                 | 0 – 0     | Гвінея              | товариський матч                        | -    |          |
| 29-3-2022  | Вільнев-д'Аск | Франція             | 5 – 0     | ПАР                 | товариський матч                        | -    | 66'      |
| Усього     |               | Матчів              | 23        |                     | Голів                                   | 3    |          |

## Досягнення
- Чемпіон ПАР

«Мамелоді Сандаунз»: 2015-2016
- Володар Кубка ліги ПАР

«Мамелоді Сандаунз»: 2015
- Ліга чемпіонів КАФ

«Мамелоді Сандаунз»: 2016